# A Perfect End
A Perfect End è un singolo del gruppo musicale australiano Atlas Genius, il quarto estratto dal loro secondo album in studio Inanimate Objects, pubblicato il 14 agosto 2015.

## La canzone
Parlando del brano, il cantante e chitarrista Keith Jeffery ha detto:

## Video musicale
La pubblicazione del singolo è stata accompagnata da un lyric video ufficiale pubblicato su YouTube il 17 agosto 2015.

## Tracce
Testi e musiche di Keith Jeffery, Michael Jeffery e Frederik Thaae.
1. A Perfect End – 3:08

## Formazione
Atlas Genius
- Keith Jeffery – voce, chitarra, basso, percussioni, tastiera, programmazione
- Michael Jeffery – batteria, percussioni, cori

Altri musicisti
- Frederik Thaae – chitarra, basso, percussioni, tastiera, drum machine, cori
- David Larson – tastiera
- Alan Wilkis – programmazione, cori
- Elyse Rogers – cori
- Carrie Keagan – cori
- Jonny Kaps – cori